# Joanna Trylska
Joanna Dominika Trylska – polska biofizyczka, dr hab. nauk fizycznych, profesor nadzwyczajny Interdyscyplinarnego Centrum Modelowania Matematycznego i Komputerowego i Centrum Nowych Technologii Uniwersytetu Warszawskiego.

## Życiorys
W latach 1989–1995 studiowała biofizykę molekularną na Wydziale Fizyki Uniwersytetu Warszawskiego. 29 października 2001 obroniła napisaną pod kierunkiem Macieja Gellera pracę doktorską Computational Modelling of Protonation Equilibria and Reaction Mechanism of HIV-1 Protease (Badanie stanów protonacyjnych oraz mechanizmu reakcji proteazy wirusa HIV-1 metodami modelowania molekularnego), 18 maja 2009 habilitowała się na podstawie oceny dorobku naukowego i pracy zatytułowanej Badania dynamiki, asocjacji i energii wiązania ligandów z rybosomem. 15 września 2017 nadano jej tytuł profesora w zakresie nauk fizycznych.
Od 2000 związana zawodowo z Uniwersytetem Warszawskim. Objęła funkcję profesor nadzwyczajnej w Interdyscyplinarnym Centrum Modelowania Matematycznym i Komputerowym, oraz w Centrum Nowych Technologii Uniwersytetu Warszawskiego.
Członkini m.in. Amerykańskiego Towarzystwa Chemicznego oraz Polskiego Towarzystwa Bioinformatycznego.

## Publikacje
- 2005: Exploring Assembly Energetics of the 30S Ribosomal Subunit Using an Implicit Solvent Approach[1]
- 2007: Binding Pathways of Ligands to HIV-1 Protease: Coarse-grained and Atomistic Simulations[1]
- 2007: HIV-1 Protease Substrate Binding and Product Release Pathways Explored with Coarse-Grained Molecular Dynamics[1]
- 2007: Flap Opening Dynamics in HIV-1 Protease Explored with a Coarse-Grained Model[1]
- 2015: Electrostatic Interactions in Aminoglycoside-RNA Complexes[1]
- 2017: Vitamin B12 as a carrier of peptide nucleic acid (PNA) into bacterial cells[1]
- 2017: Molecular dynamics simulations of L-RNA involving homo- and heterochiral complexes[1]